# Cantonul Saint-Pierre (Martinica)
Cantonul Saint-Pierre este un canton din arondismentul Saint-Pierre, Martinica, Franța.

## Comune
| Comune            | Populație (1999) | Cod poștal | Cod INSEE |
| ----------------- | ---------------- | ---------- | --------- |
| Fonds-Saint-Denis | 843              | 97250      | 97208     |
| Saint-Pierre      | 4.396            | 97250      | 97225     |